# Jürgen Kuczynski
Pour les articles homonymes, voir Kuczynski.
Jürgen Kuczynski [ˈjʏʁɡn̩ kuˈtʃɪnskiː], né le 17 septembre 1904 à Elberfeld (province de Rhénanie) et mort le 6 août 1997 à Berlin (Allemagne), est un économiste allemand.

## Biographie
Universitaire communiste est-allemand, auteur d'une œuvre universitaire immense consacrée à l'histoire de la condition ouvrière dans les grands pays capitalistes, une Geschichte der Lage der Arbeiter unter dem Kapitalismus contenant 40 volumes ; son travail mélange à la fois statistiques et témoignages d'ouvriers.